# The Viking's Daughter
Pour plus de détails, voir Fiche technique et Distribution.
The Viking's Daughter (« La Fille du Viking ») est un film américain réalisé par J. Stuart Blackton, sorti en 1908. 
Ce film muet en noir et blanc, réputé perdu,, est l'un des premiers films à mettre en scène les Vikings.

## Synopsis
Un captif saxon sauve la fille de son ravisseur viking. En récompense, le Viking lui offre la liberté et la main de sa fille.

## Fiche technique
- Titre original : The Viking's Daughter : The Story of the Ancient Norsemen
- Réalisation : J. Stuart Blackton
- Scénario : J. Stuart Blackton
- Société de production : Vitagraph Company of America
- Société de distribution : Vitagraph Company of America
- Pays d'origine :  États-Unis
- Langue : anglais
- Format : Noir et blanc – 1,33:1 – 35 mm – Muet
- Genre : film d'aventure
- Longueur de pellicule : 136 m
- Année : 1908
- Dates de sortie :
  -  États-Unis : 1er août 1908

## Distribution
- Florence Lawrence : Theckla, la fille du Viking